# Tân Hòa, Đồng Phú
Tân Hòa là một xã thuộc huyện Đồng Phú, tỉnh Bình Phước, Việt Nam.
Xã Tân Hòa có diện tích 95 km², dân số năm 2002 là 2.511 người, mật độ dân số đạt 26 người/km².